# Bert De Waele
Bert De Waele (Deinze, 21 de julio de 1975) es un ciclista belga ya retirado.

## Biographie
Bert De Waele debutó como profesional en 2001 con el equipo Landbouwkrediet, donde ha corrido durante toda su carrera deportiva. Líder de esta formación, ganó el Gran Premio de Valonia en 2007. 
Al no llegar a ningún acuerdo para seguir con el equipo Landbouwkrediet-Euphony, puso fin a su carrera deportiva al término de la temporada 2012.

## Palmarés
2000
- Univest Grand Prix
- Kattekoers

2003
- Tour de Doubs

2004
- Gran Premio Cholet-Pays de Loire
- Circuito de Houtland

2007
- De Drie Zustersteden
- Gran Premio de Valonia

2009
- 1 etapa de la Vuelta a Bélgica

2011
- 1 etapa de la París-Corrèze